# 1954-es indianapolisi 500
A 38. alkalommal megrendezett indianapolisi 500 mérföldes verseny volt az 1954-es Formula–1 világbajnokság második futama, amelyet 1954. május 31-én rendeztek meg. Az előző évi győztes Bill Vukovich csak a tizenkilencedik rajtkockát tudta megszerezni, a 3 óra 50 perces verseny végére már őt intették le elsőnek.
| Helyezés | Rajthely | Rajtszám | Versenyző                                                    | Gyártó                   | Átlag seb. | Start | Körök száma | Élen | Idő/Kiesés oka      | Pontszám |
| -------- | -------- | -------- | ------------------------------------------------------------ | ------------------------ | ---------- | ----- | ----------- | ---- | ------------------- | -------- |
| 1        | 19       | 14       | Bill Vukovich                                                | Kurtis Kraft-Offenhauser | 138,470    | 14    | 200         | 90   | 3:49:17,27          | 8        |
| 2        | 3        | 9        | Jimmy Bryan                                                  | Kuzma-Offenhauser        | 139,660    | 5     | 200         | 46   | + 1:09,95           | 6        |
| 3        | 1        | 2        | Jack McGrath                                                 | Kurtis Kraft-Offenhauser | 141,030    | 1     | 200         | 47   | + 1:19,73           | 5        |
| 4        | 11       | 34       | Troy Ruttman Duane Carter                                    | Kurtis Kraft-Offenhauser | 137,730    | 31    | 200         | 0    | + 2:52,68           | 1.5      |
| 5        | 14       | 73       | Mike Nazaruk                                                 | Kurtis Kraft-Offenhauser | 139,580    | 6     | 200         | 0    | + 3:24,55           | 2        |
| 6        | 24       | 77       | Fred Agabashian                                              | Kurtis Kraft-Offenhauser | 137,740    | 30    | 200         | 0    | + 3:47,55           |          |
| 7        | 6        | 7        | Don Freeland                                                 | Phillips-Offenhauser     | 138,330    | 16    | 200         | 0    | + 4:13,35           |          |
| 8        | 32       | 5        | Paul Russo Jerry Hoyt                                        | Kurtis Kraft-Offenhauser | 137,670    | 32    | 200         | 0    | + 5:01,17           |          |
| 9        | 25       | 28       | Larry Crockett                                               | Kurtis Kraft-Offenhauser | 139,550    | 8     | 200         | 0    | + 7:07,24           |          |
| 10       | 13       | 24       | Cal Niday                                                    | Stevens-Offenhauser      | 139,820    | 3     | 200         | 0    | + 7:07,69           |          |
| 11       | 27       | 45       | Art Cross Johnnie Parsons Sam Hanks Andy Linden Jimmy Davies | Kurtis Kraft-Offenhauser | 138,670    | 13    | 200         | 8    | + 8:22,19           |          |
| 12       | 5        | 98       | Chuck Stevenson Walt Faulkner                                | Kuzma-Offenhauser        | 138,770    | 12    | 199         | 0    | + 1 kör             |          |
| 13       | 22       | 88       | Manny Ayulo                                                  | Kuzma-Offenhauser        | 138,160    | 22    | 197         | 0    | + 3 kör             |          |
| 14       | 9        | 17       | Bob Sweikert                                                 | Kurtis Kraft-Offenhauser | 138,200    | 21    | 197         | 0    | + 3 kör             |          |
| 15       | 8        | 16       | Duane Carter Marshall Teague Jimmy Jackson Tony Bettenhausen | Kurtis Kraft-Offenhauser | 138,230    | 19    | 196         | 0    | + 4 kör             |          |
| 16       | 20       | 32       | Ernie McCoy                                                  | Kurtis Kraft-Offenhauser | 138,410    | 15    | 194         | 0    | + 6 kör             |          |
| 17       | 7        | 25       | Jimmy Reece                                                  | Pankratz-Offenhauser     | 138,310    | 17    | 194         | 0    | + 6 kör             |          |
| 18       | 31       | 27       | Ed Elisian Bob Scott                                         | Stevens-Offenhauser      | 137,.790   | 29    | 193         | 0    | + 7 kör             |          |
| 19       | 33       | 71       | Frank Armi George Fonder                                     | Kurtis Kraft-Offenhauser | 137,670    | 33    | 193         | 0    | + 7 kör             |          |
| 20       | 10       | 1        | Sam Hanks Jimmy Davies Jim Rathmann                          | Kurtis Kraft-Offenhauser | 137,990    | 25    | 191         | 1    | Kipördült           |          |
| 21       | 12       | 35       | Pat O'Connor                                                 | Kurtis Kraft-Offenhauser | 138,080    | 23    | 181         | 0    | Kipördült           |          |
| 22       | 16       | 12       | Rodger Ward Eddie Johnson                                    | Pawl-Offenhauser         | 139,920    | 2     | 172         | 0    | Visszalépett        |          |
| 23       | 17       | 31       | Gene Hartley Marshall Teague                                 | Kurtis Kraft-Offenhauser | 139,060    | 10    | 168         | 0    | Kuplung             |          |
| 24       | 4        | 43       | Johnny Thomson Andy Linden Jimmy Daywalt                     | Nichels-Offenhauser      | 138,780    | 11    | 165         | 0    | Visszalépett        |          |
| 25       | 23       | 74       | Andy Linden Bob Scott                                        | Schroeder-Offenhauser    | 137,820    | 27    | 165         | 0    | Felfüggesztés       |          |
| 26       | 30       | 99       | Jerry Hoyt                                                   | Kurtis Kraft-Offenhauser | 137,820    | 28    | 130         | 0    | Motorhiba           |          |
| 27       | 2        | 19       | Jimmy Daywalt                                                | Kurtis Kraft-Offenhauser | 139,780    | 4     | 111         | 8    | Baleset             |          |
| 28       | 28       | 38       | Jim Rathmann Pat Flaherty                                    | Kurtis Kraft-Offenhauser | 138,220    | 20    | 110         | 0    | Baleset             |          |
| 29       | 21       | 10       | Tony Bettenhausen                                            | Kurtis Kraft-Offenhauser | 138,270    | 18    | 105         | 0    | Kerékcsapágy        |          |
| 30       | 29       | 65       | Spider Webb Danny Kladis                                     | Bromme-Offenhauser       | 137,970    | 26    | 104         | 0    | Kifogyott üzemanyag |          |
| 31       | 26       | 33       | Len Duncan George Fonder                                     | Schroeder-Offenhauser    | 139,210    | 9     | 101         | 0    | Fékek               |          |
| 32       | 15       | 15       | Johnnie Parsons                                              | Kurtis Kraft-Offenhauser | 139,570    | 7     | 79          | 0    | Motorhiba           |          |
| 33       | 18       | 51       | Bill Homeier                                                 | Kurtis Kraft-Offenhauser | 138,000    | 24    | 74          | 0    | Baleset             |          |

## Statisztikák
Vezető helyen: Jack McGrath : 47 (1-44 / 89-91), Jimmy Daywalt : 8 (45-50 / 55 / 60), Art Cross : 8 (51-54 / 56-59), Bill Vukovich : 90 (61 / 92-129 / 150-200), Sam Hanks : 1 (62), Jimmy Bryan : 46 (63-88 / 130-149)
- Bill Vukovich 4. győzelme.